# Eritropoetin
Eritropoetin (EPO) je glikoproteinski hormon, ki nastaja predvsem v ledvicah, v manjši meri pa tudi v jetrih. Sintezo eritropoetina so dokazali tudi v možganih, maternici, modih in vranici. Je najpomembnejši hematopoetski rastni dejavnik, ki ga filogenetsko uvrščamo med citokine, med katerimi med drugim najdemo somatotropin, interlevkine 2–7 in prolaktin.

## Zgradba
Gen za eritropoetin, ki se nahaja na sedmem kromosomu, zapisuje 193 aminokislin dolgo polipeptidno verigo. Nativno obliko sestavlja 62 % proteina in 38 % sladkorja. Na posamezni molekuli so 4 glikozilacijska mesta. To so 3 preko dušikovega atoma in 1 preko kisikovega atoma.  Na sladkorne skupine eritropoetina je vezanih najmanj 10 molekul sialne kisline, ki dajejo molekuli relativno kisel značaj.
Sladkorne komponente niso pomembne za in vitro aktivnost eritropoetina, saj se na eritropoetinski receptor veže s proteinskim delom.
Sladkorne komponente so pomembne za podaljšano delovanje eritropoetina, saj zmanjšujejo njegovo eliminacijo.
Biološka aktivnost in vivo eritropoetina je praktično izničena, če molekula  ni glikozilirana.
Sladkorne komponente igrajo pomembno vlogo pri podaljševanju njegovega delovanja in
zmanjševanju njegove eliminacije. Nastajanje eritrocitov oziroma eritropoeza nadzira zelo zaspleten sistem humoralnih rastnih dejavnikov in citokinov. Eritropoetin deluje neposredno na nekatere eritroidne matične celice in prekurzorje eritrocitov v kostnem mozgu in nadzira njihovo proliferacijo, zorenje in diferenciacijo.

### Nastajanje
Eritropoetin je v 85-90 % ledvičnega izvora, preostanek pa ga izločajo hepatociti. Nastajanje eritropoetina v ledvicah je zlasti povečano v stanjih hipoksije, kadar so rdeče krvničke odločilne pri zagotavljanju nemotene oskrbe s kisikom. To povezavo med hipoksijo, številom eritrocitov in anemijo so klinično opazili proti koncu 19. stoletja, ko so zaznali povečano število eritrocitov pri bivanju na višjih nadmorskih višinah. Eritropoetin so dokaj pozno izolirali (leta 1977) iz seča bolnikov z aplastično anemijo. Eritropoetin je nujno potreben za preživetje izvornih eritrodnih celic v kostnem mozgu. Nastajanje je odvisno od stopnje nasičenosti tkiva s kisikom. Prej omenjena hipoksija in anemija povzročita njegovo nastajanje, povečana koncentracija eritropoetina v krvi pa nato stimulira eritropoezo. Normalne plazemske koncentracije znašajo od 0,01 do 0,03 i.e./ml. Zaradi hipoksije in anemije se vrednosti lahko povečajo za 100-1000-krat. Pri bolnikih s kronično odpovedjo ledvic je onemogočeno zadostno nastajanje eritropoetina, zato pri njih nastane anemija. Bolniki pri končnem stadiju ledvične bolezni potrebujejo redno dializo ali presaditev ledvic za preživetje.

### Rekombinantni eritropoetin
Poznamo tudi rekombinantne  eritropoetine (rEPO), ki so heterogeni in se med seboj razlikujejo po zgradbi sladkornih verig. Zdravila vsebujejo več izooblik iste biološke učinkovine. Rekombinantne eritropoetine alfa, beta in delta imenujemo epoetini. Poleg epoetina alfa, beta in delta je v klinični uporabi še darbepoetin alfa (oblika rEPO). Vse rEPO učinkovine se razlikujejo po sladkornih komponentah ter po farmakokinetičnih in farmakodinamičnih lastnostih. Vpeljava rekombinantnega eritropoetina v zdravljenje je pomenila pravo revolucijo v zdravljenju anemije, ki nastane zaradi kronične ledvične odpovedi. Pred tem so anemijo pri bolnikih s kronično odpovedjo ledvic zdravili s tranfsuzijo krvi, s katero so vzdrževali normalne ravni hemoglobina. Pri tem so nastajali razni zapleti, vključno s preveliko količino železa v krvi.
Eritropoetin dajemo v obliki injekcije podkožno ali intravensko. Pri podkožnem dajanje je biološka uporabnost povečana v primerjavi z intravenskim dajanjem. Peritonealno dajanje je tudi možno, vendar je primerno le pri bolnikih, ki jim dializo opravljajo peritonealno.

### NESP
NESP(novel erythropoieses stimulating protein) ali darbepoetin alfa je eritropoetin druge generacije, ki ima v primerjavi z eritropoetini prve generacije trikrat daljšo biološko razpoložljivost zaradi povečanega neto naboja molekule. Eno izmed vodil razvoja eritropoetinov druge generacije je korelacija med številom N-glikozilacijskih mest (asparginskih kislin) in biološko aktivnostjo. S točkovno mutagenezo so v primarno zgradbo eritropoetina vnesli še dve dodatni N-glikozilacijski mesti.

### Klinični nameni uporabe
- Povečanje koncentracij hemoglobina pri avtologni transfuziji.
  - Kot dopolnilno zdravljenje za vzdrževanje oz. povečevanje eritropoeze pri kemoterapiji, radioterapiji, presaditvi organov ali tkiv ...
  - Kot nadomestno zdravljenje anemij z nizkim nivojem endogenega eritropoetina, ki je posledica okužbe s HIV, prezgodnjega rojstva, kronične odpovedi ledvic in nekaterih tumorjev.
  - Kot povečevalno zdravljenje oz. povečevanje koncentracije hemoglobina nad normalno vrednost pri operacijah, športnikih, ki to zlorabljajo ...
  - Potencialno zdravljenje pri anemijah povezanih z avtoimunimi boleznimi, hemoglobinopatijo, akutni odpovedi ledvic, srčnemu infarktu, poškodbah živčnih celic, akutno hemolizo.

Eritropoetin ima tudi imunostimulativne in protivnetne učinke.

### Zloraba eritropoetina pri zdravih ljudeh
Zloraba eritropoetina pri zdravih ljudeh lahko povzroči čezmerno zvišanje hemoglobina in hematokrita. Posledica so lahko smrtno nevarni kardiovaskularni zapleti. Najpogosteje ga zlorabljajo športniki pri atletiki, maratonu, kolesarjenju - kjer je povečana oksiformna kapaciteta krvi (10,11) .  S sodobnimi analiznimi postopki je možno v krvi in urinu določiti povečano raven eritropoetina kot posledico povečanega endogenega nastajanja v krvi ali nedovoljenega dodajanja.